# Дезер, Стэнли
Стэнли Дезер (англ. Stanley Deser; 19 марта 1931, Ровно — 21 апреля 2023, Пасадина) — американский физик-теоретик, известный своим вкладом в общую теорию относительности. Эмерит-профессор Университета Брандейса, старший научный сотрудник Калифорнийского технологического института. Член Национальной академии наук США.

## Биография
Сын Нормана и Мириам Меламед. Получил степень бакалавра в 1949 году в Бруклинском колледже в Нью-Йорке и степень магистра в 1950 году в Гарвардском университете, где получил и докторскую степень в 1953 году («Релятивистская взаимодействие двух тел»). С 1953 по 1955 год в Институте повышения квалификации в Принстоне. В институте Нильса Бора с 1955 по 1957 г. Преподаватель Гарвардского университета с 1957 по 1958 год. Был приглашённым профессором в Сорбонне в 1966—1967 и 1971—1972 годах, приглашённым профессором в колледже All Souls в Оксфорде в 1977 году.
В контексте общей теории относительности он разработал, с Ричардом Арновиттом и Чарльзом Мизнером, в ADM формализма, грубо говоря, способ описания пространства — времени в пространстве развивается во время, что позволяет теоретически переработке Эйнштейна с точкой зрения более общего формализма Используется в физике для описания динамических систем, а именно гамильтонового формализма. В рамках этого формализма существует также прямой способ определить в глобальном масштабе такие величины как энергия или, равноценно, масса (так называемая масса / энергия АДМ), который, по общей теории относительности, вообще не является тривиальным. С L. Abbott, Deser расширил понятие энергии для гравитации с космологической постоянной. И с Клаудио Тейтельбоймом он показал, что супергравитация имеет положительную энергию.
Другой из исследовательских интересов Дезера — ковариантная квантовая гравитация. Дезер применил новый формализм ковариантной квантовой теории поля, разработанный Герардом Хофтом и Мартинусом Вельтманом в начале 1970-х годов. С Питером ван Ньювенхейзеном он продемонстрировал неперенормируемость одной петли общей теории относительности плюс электромагнетизм, плюс Янг-Миллс, плюс Дирак-фермион и плюс космологическая константа. Очевидный тупик, обнаруженный этими усилиями, частично преодолено в 1976 году, после ярко независимого подхода от современной работы Даниэля Фридмана, Серхио Феррара и Питера ван Ньювенхейзена, когда Дезер и Бруно Зумино продемонстрировали, что в общей теории относительности можно добавить поле вращения 3/2 для создания последовательной локально суперсимметричной теории, которая называется супергравитацией.
В 1994 году Дезер вместе с Арновиттом и Мизнером получил премию Дэнни Хайнемана в области математической физики. Он вместе с Мизнером выиграл медаль «Эйнштейн» в 2015 году. Он был Гуггенхаймом и сотрудником Фулбрайта, получил почётные докторские студии из Стокгольмского университета (1978), Института технологий Чалмерса (2001), кроме того является членом Американской академии искусств и наук. В 2004 году в его честь была проведена конференция в Анн-Арборе (штат Мичиган).
Конференция в честь Стэнли Дезера и сотрудников ADM была проведена в ноябре 2009 года в Техасском университете A & M на 50-летие их исследований.
Дочь — Клара Дезер.
Стэнли Дезер скончался 23 апреля 2023 года.